# 27546 Maryfran
27546 Maryfran è un asteroide della fascia principale. Scoperto nel 2000, presenta un'orbita caratterizzata da un semiasse maggiore pari a 2,4347337 UA e da un'eccentricità di 0,1398007, inclinata di 7,64820° rispetto all'eclittica.